# Jeremy Teela

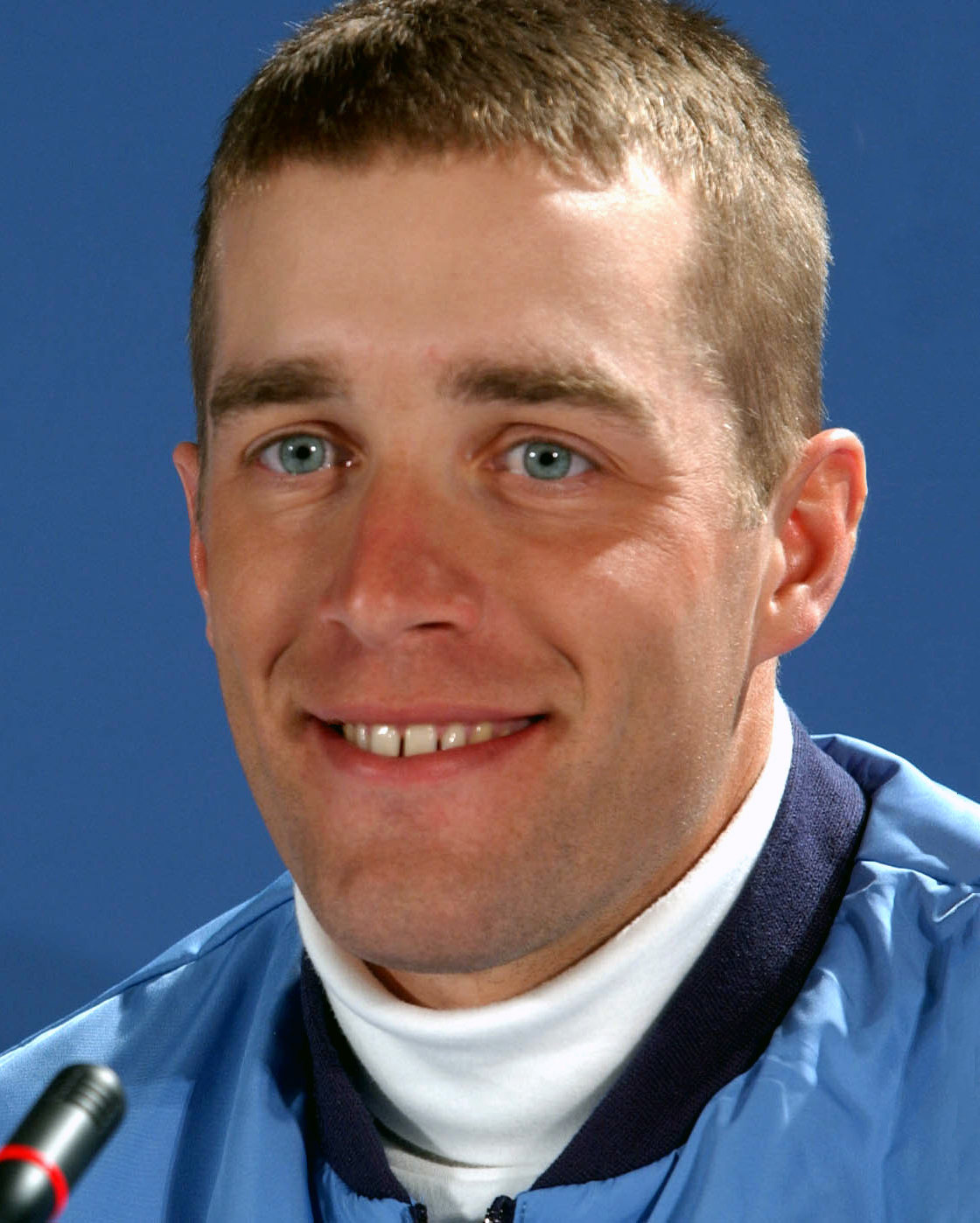
Jeremy Teela 2002.

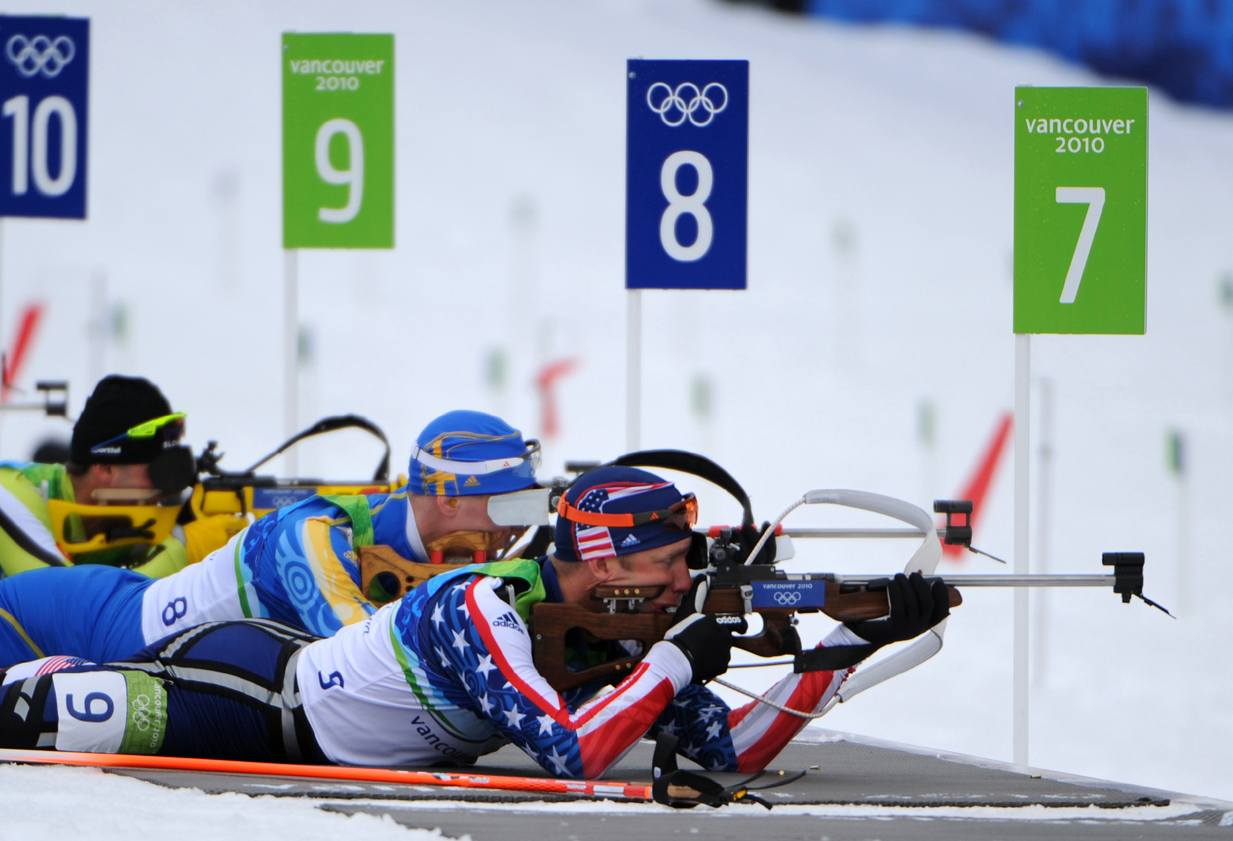
Jeremy Teela i Olympiska vinterspelen 2010.

Jeremy Teela, född 28 november 1976 i Seattle, är en amerikansk skidskytt som tävlat i världscupen sedan 1997.
Teela deltog vid Olympiska vinterspelen 2002 och 2006. Hans bästa resultat är en fjortonde plats från OS 2002 i distanstävlingen. Han har vidare deltagit vid samtliga VM från 1997 där hans bästa resultat är en nionde plats från sprinten vid VM 2001.
I världscupen är bästa resultatet en tredjeplats från Vancouver 2008/2009.
I jaktstarten under olympiska vinterspelen 2010 släpptes Teela iväg alldeles för tidigt. Tiden han tjänade plussades sedan ihop med hans sluttid.